# Monte Santo (Bahia)
Monte Santo è un comune del Brasile nello stato di Bahia, parte della mesoregione del Nordeste Baiano e della microregione di Euclides da Cunha.